# Mindaugas Kalonas
Mindaugas Kalonas (Vilnius, 28 febbraio 1984) è un ex calciatore lituano, di ruolo centrocampista.

## Carriera

### Club
Ha giocato nella prima divisione lituana, in quella russa, in quella lettone, in quella irlandese, in quella ucraina, in quella azera, in quella israeliana, in quella georgiana ed in quella estone.

### Nazionale
Tra il 2006 ed il 2014 ha totalizzato complessivamente 49 presenze e 3 reti in nazionale.

## Palmarès

### Club

#### Competizioni nazionali
- Campionato lettone: 1

Metalurgs Liepāja: 2005
- Coppa di Lettonia: 1

Metalurgs Liepāja: 2006
- Coppa di Lega lettone: 1

Skonto: 2015

#### Competizioni internazionali
- Baltic League: 1

Metalurgs Liepāja: 2007